# Paul Bordier
Paul Camille Bordier (* 16. Januar 1921 in Saint-Nazaire-sur-Charente, Département Charente-Maritime; † 5. Oktober 2003 in Paris) war ein französischer Kolonialbeamter. Er war Gouverneur von Niger und Hochkommissar von Ubangi-Schari.

## Leben
Paul Bordier arbeitete für die französische Kolonialverwaltung in Afrika. Er war zunächst als Direktor für wirtschaftliche Angelegenheiten von Französisch-Westafrika tätig. Bordier stand der linken französischen Partei UDSR nahe. Am 3. November 1956 wurde er als Nachfolger von Jean Ramadier Gouverneur des französischen Überseegebiets Niger. Eine seiner ersten Aufgaben war die Abwicklung der Kommunalwahlen, die am 18. November 1956 erstmals in Niamey und Zinder stattfanden. Das Überseegebiet Niger erhielt 1957 eine eigene Regierung, den Conseil de gouvernement. In seiner Eigenschaft als Gouverneur stand Paul Bordier der Regierung als Regierungschef vor. Der stellvertretende Regierungschef Djibo Bakary und die übrigen Minister gehörten, sofern sie nicht parteilos waren, der Partei Sawaba an, die bei den Wahlen zur Territorialversammlung in Niger 1957 die Parlamentsmehrheit gewonnen hatte. Am 25. Januar 1958 wurde Louis Rollet Bordiers Nachfolger als Gouverneur Nigers. Paul Bordier trat am 29. Januar 1958 sein neues Amt als Hochkommissar von Ubangi-Schari an. Er hatte die erweiterte Autonomie umzusetzen, die dem Gebiet durch die Verfassung der Fünften Französischen Republik innerhalb der Communauté française zukam. Ubangi-Schari wurde am 13. August 1960 als Zentralafrikanische Republik von Frankreich unabhängig. Präsident David Dacko verlangte von Frankreich die sofortige Abberufung Bordiers als Hochkommissar. Zurück in Frankreich, war Paul Bordier unter anderem als Präsident des Syndicat national des établissements thermaux tätig.